# Andrée Champeaux
Andrée Champeaux, née Andrée Marguerite Champeau le 1er décembre 1906 dans le 5e arrondissement de Lyon et morte le 12 novembre 2006 à Couilly-Pont-aux-Dames, est une actrice française.

## Filmographie partielle

### Cinéma
- 1931 : L'Amour à l'américaine de Claude Heymann et Paul Fejos
- 1931 : Le Roi du cirage de Pierre Colombier
- 1932 : Affaire classée de Charles Vanel
- 1932 : La Perle de René Guissart
- 1932 : Histoires de rire de Jean Boyer (court métrage)
- 1933 : Je te confie ma femme de René Guissart
- 1935 : Parlez-moi d'amour de René Guissart
- 1935 : Dora Nelson de René Guissart
- 1935 : Bourrachon de René Guissart
- 1935 : La Clef des champs de Pierre-Jean Ducis (court métrage)
- 1936 : Une poule sur un mur de Maurice Gleize
- 1936 : Bach détective de René Pujol
- 1936 : La Dame de Vittel de Roger Goupillières
- 1937 : La Maison d'en face de Christian-Jaque
- 1938 : Une de la cavalerie de Maurice Cammage
- 1939 : Grand-père de Robert Péguy
- 1941 : Pêchés de jeunesse de Maurice Tourneur
- 1941 : Le Valet maître de Paul Mesnier
- 1942 : Mam’zelle Bonaparte de Maurice Tourneur
- 1969 : Élise ou la Vraie Vie de Michel Drach
- 1972 : Le Bar de la fourche d'Alain Levent
- 1981 : Diva de Jean-Jacques Beineix
- 1982 : Boulevard des assassins de Boramy Tioulong

### Télévision
- 1962 : Le Fantôme de Canterville de Marcel Cravenne
- 1964 : Le Théâtre de la jeunesse : La Sœur de Gribouille d'après La Sœur de Gribouille de la comtesse de Ségur, réalisation en 2 parties Yves-André Hubert
- 1965 : En votre âme et conscience, épisode : La canne à épée de  Marcel Cravenne
- 1965 : Belphégor ou le Fantôme du Louvre de Claude Barma
- 1970 : Lancelot du Lac de Claude Santelli
- 1972 : Mauprat de Jacques Trébouta
- 1972 : Les Enquêtes du commissaire Maigret, téléfilm de Claude Boissol, épisode Maigret en meublé : la dame des lavabos
- 1973 : L'Enlèvement de Jean L'Hôte
- 1975 : Le Père Amable de Claude Santelli
- 1976 : Le Gentleman des Antipodes  de Boramy Tioulong
- 1976 : La Poupée sanglante, feuilleton télévisé de Marcel Cravenne
- 1977 : Le Chandelier de Claude Santelli
- 1977 : Les Confessions d'un enfant de chœur de Jean L'Hôte
- 1978 : Les Enquêtes du commissaire Maigret, épisode : Maigret et le tueur de Marcel Cravenne
- 1980 : Les Enquêtes du commissaire Maigret, épisode : Le Charretier de la Providence de Marcel Cravenne
- 1985 : L'Année terrible de Claude Santelli
- 1992 : Mademoiselle Fifi ou Histoire de rire, téléfilm de Claude Santelli : Césarine

## Référence
1. ↑  Archives municipales de Lyon, 5e arrondissement, année 1906, acte de naissance no 671, cote 2E2044 (avec mentions marginales de mariage et de décès)